# Sofie Junge Pedersen
Sofie Junge Pedersen (Aarhus, 1992. április 24. –) Európa-bajnoki ezüstérmes dán női válogatott labdarúgó, jelenleg a Juventus középpályása.

## Pályafutása

### Klubcsapatban
Az IK Skovbakken együttesénél kezdte karrierjét, majd 2012-ben szerződött a Fortuna Hjørring-hez. Három szezon és egy bajnoki cím után fogadta el 2015-ben a svéd FC Rosengård ajánlatát.
2017-től egy szezonon keresztül a spanyol Levante csapatát erősítette, de a bajnokság végén visszatért Svédországba a Vittsjöhöz.
2018 decemberében aláírt a Juventus csapatához.

### A válogatottban
2011. december 8-án Chile ellen góllal mutatkozott be a válogatottban.
A 2017-es a hollandiai Európa-bajnokságon Dániával ezüstérmet szerzett.

## Statisztikái

### A válogatottban
2021. április 13-al bezárólag
| Válogatott | Szezon   | Mérk. | Gól |
| ---------- | -------- | ----- | --- |
| Dánia      |          |       |     |
| 2011       | 2        | 1     |     |
| 2012       | 5        | 1     |     |
| 2013       | 13       | 0     |     |
| 2014       | 11       | 1     |     |
| 2015       | 10       | 1     |     |
| 2017       | 6        | 0     |     |
| 2018       | 5        | 0     |     |
| 2019       | 7        | 0     |     |
| 2020       | 5        | 2     |     |
| 2021       | 2        | 0     |     |
| Összesen   | Összesen | 66    | 6   |

| Dánia színeiben szerzett góljai | Dánia színeiben szerzett góljai | Dánia színeiben szerzett góljai | Dánia színeiben szerzett góljai | Dánia színeiben szerzett góljai | Dánia színeiben szerzett góljai | Dánia színeiben szerzett góljai | Dánia színeiben szerzett góljai |
| ------------------------------- | ------------------------------- | ------------------------------- | ------------------------------- | ------------------------------- | ------------------------------- | ------------------------------- | ------------------------------- |
|                                 |                                 |                                 |                                 |                                 |                                 |                                 |                                 |
| Gól                             | Dátum                           | Helyszín                        | Ellenfél                        | Találat                         | Eredmény                        | Esemény                         | Forrás                          |
| 1                               | 2011. december 8.               | Estádio do Pacaembu, São Paulo  | Chile                           | 3–0                             | 4–0                             | Brazil nemzetközi torna         | [ 4 ]                           |
| 2                               | 2012. december 19.              | Estádio do Pacaembu, São Paulo  | Brazília                        | 2–2                             | 2–2                             | Brazil nemzetközi torna         | [ 5 ]                           |
| 3                               | 2014. június 19.                | Ramat Gan Stadion, Tel-Aviv     | Izrael                          | 5–0                             | 5–0                             | 2015-ös vb-selejtező            | [ 6 ]                           |
| 4                               | 2015. január 15.                | Gloria Sports Arena, Belek      | Új-Zéland                       | 1–0                             | 2–3                             | Algarve-kupa                    | [ 7 ]                           |
| 5                               | 2020. szeptember 22.            | Nemzeti Stadion, Attard         | Málta                           | 6–0                             | 8–0                             | 2022-es Eb-selejtező            | [ 8 ]                           |
| 6                               | 2020. október 21.               | Energi Viborg Arena, Viborg     | Izrael                          | 4–0                             | 4–0                             | 2022-es Eb-selejtező            | [ 9 ]                           |

## Sikerei, díjai

### Klubcsapatokban
Dán bajnok (2):
- Fortuna Hjørring (2): 2013–14

 Svéd bajnok (1):
- FC Rosengård (1): 2015

 Svéd kupagyőztes (1): 
- FC Rosengård (1): 2015–16

 Svéd szuperkupa győztes (1): 
- FC Rosengård (1): 2015–16

 Olasz bajnok (3):
- Juventus (3): 2018–19, 2019–20, 2020–21

 Olasz kupagyőztes (1): 
- Juventus (1): 2018–19

 Olasz szuperkupa győztes (2):
- Juventus (2): 2019, 2020

### A válogatottban
Dánia
- Európa-bajnoki ezüstérmes: 2017